# Pseudotanais abyssi
Pseudotanais abyssi är en kräftdjursart som beskrevs av Hansen 1913. Pseudotanais abyssi ingår i släktet Pseudotanais och familjen Pseudotanaidae. Inga underarter finns listade i Catalogue of Life.